# 3565 Ojima
3565 Ojima este un asteroid din centura principală, descoperit pe 22 decembrie 1986 de Tsuneo Niijima și Takeshi Urata.